# Christian Braunmann Tullin
Christian Braunmann Tullin, född 6 september 1728 i Christiania (nuvarande Oslo), död 21 januari 1765 i samma stad, var en norsk författare och ämbetsman.
Tullin var tulltjänsteman och överste administrative tjänsteman i Christiania, som den tidens Oslo hette. Tullin är känd för bröllopsdikten En Maij-Dag från 1758. Tullin stod under rokokons inflytande och diktade i snirkliga former. Innehållsmässigt bärs Tullins skaldestycken upp av upplysningstidens förnuftsideal. Från Tullins penna kom 1760 Indlæg til Fornuftens Ret for Quindekiønnet - ett inlägg i ett slags jämställdhetsdebatt. Av sin samtid betraktades Tullin som en av Danmark-Norges främsta diktare.